# Nick Buchert
Nick Buchert (* 17. April 1983 in Orlando, Florida) ist ein US-amerikanischer Schiedsrichter im Basketball, der seit dem Jahr 2009 in der NBA tätig ist. Er trägt die Uniform mit der Nummer 3.

## Karriere

### College-Basketball
Vor dem Einstieg in die NBA arbeitete er neun Jahre als College-Basketballschiedsrichter.

### National Basketball Association
Buchert begann im Jahr 2009 seine NBA-Schiedsrichterlaufbahn beim Spiel der Philadelphia 76ers gegen die Cleveland Cavaliers.
Zuvor war er vier Jahre als Schiedsrichter in der NBA G-League tätig.